# Louis, Duce de Burgundia (1751–1761)
Louis Joseph Xavier de France, Duce de Burgundia (13 septembrie 1751 – 22 martie 1761) a fost Prinț de Sânge francez din Casa de Bourbon.

## Biografie

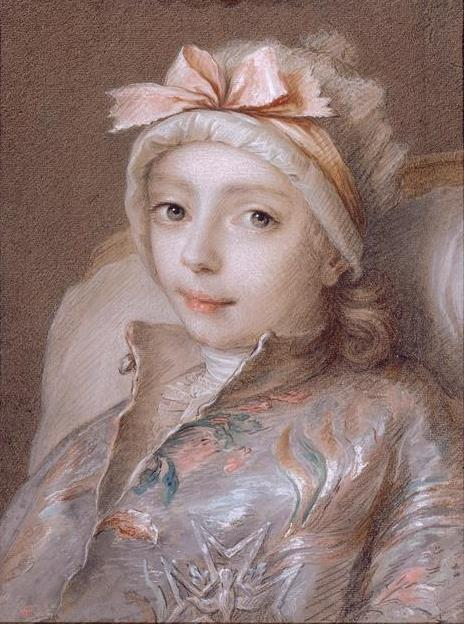
"Ducele de Burgundia pe patul de moarte" de Jean-Martial Frédou, 1761

Louis Joseph Xavier de France, duc de Bourgogne a fost al treilea copil și primul fiu al Delfinului Louis de France și a celei de-a doua soții, Prințesa Maria Josepha de Saxonia. A fost fratele mai mare al viitorilor regi Ludovic al XVI-lea, Ludovic al XVIII-lea și Carol al X-lea. Este un fapt cunoscut că el a fost copilul favorit al părinților săi, care spuneau că este frumos și luminos..
A fost lăsat în grija Mariei Isabelle de Rohan, ducesă de Tallard. Louis Joseph Xavier a primit titlul de Duce de Burgundia de la bunicul său, regele Ludovic al XV-lea al Franței, și era următorul în linia de succesiune la tronul Franței, după tatăl său. A fost foarte iubit de către toți cei apropiați lui, mai ales de sora lui mai mare, Prințesa Marie Zéphyrine a Franței, care a murit la vârsta de cinci ani, în 1755. Nu se cunoaște dacă Ducele, care nu avea încă patru ani, a fost afectat de acest lucru.
Micul Duce a fost împins de pe un cal de lemn de unul dintre colegii lui de joacă în 1759. După cum era recunoscut pentru bunătatea lui, el nu a spus nimănui despre asta, pentru a-l scuti pe prietenul său de necazuri. După acest incident, sănătatea Ducelui de Burgundia a început să se deterioreze rapid. Medicul familiei, dr. Barbier, a decis să-l opereze în 1760.
Ducele a fost curajos, el fiind operat în stare de conștiență. Știind că va muri, Delfinul a fost botezat la 20 noiembrie 1760 având drept nași pe bunicii săi: regele Ludovic al XV-lea și regina Marie Leszczyńska. În 1761 Ducele a rămas imobilizat la pat incapabil să-și miște picioarele. Dr. Barier l-a diagnosticat cu tuberculoză a oaselor.  Pentru a-i face sfârșitul mai fericit, părinții săi l-au adus pe fratele lui mai mic în vârstă de șase ani, Ducele de Berry, care era întotdeauna "hărțuit" de ducele de Burgundia. Ducele a devenit brusc foarte iritat și s-a comportat nepoliticos cu fratele lui numindu-l "supusul său". La 22 martie a strigat după mama lui apoi a murit.